# Frank Rennhack
Frank Rennhack (* 12. Oktober 1989 in Radebeul) ist ein deutscher Para-Eishockey-Nationalspieler.

## Vereinskarriere
Mit zwölf Jahren begann Rennhack Sledge-Eishockey (heute: Para-Eishockey) zu spielen. Nur ein Jahr später gab er sein Debüt in der Deutschen Sledge-Eishockey-Liga (DSL) und bereitete in seinem ersten Spiel auch gleich ein Tor vor. Er ist der jüngste Spieler, der je in der DSL zum Einsatz kam und ebenfalls der jüngste, der sich in der Scorerliste eintragen konnte. Sein erstes Liga-Tor erzielte er mit 14 Jahren. Aufgrund seines Alters durfte er zu diesem Zeitpunkt nur die Heimspiele seiner Mannschaft bestreiten.
Im Alter von 16 Jahren spielte er die komplette Saison mit den Cardinals Dresden. In dieser ersten vollständig absolvierten Saison wurde er Topscorer seines Teams mit 16 Scorerpunkten (acht Tore und acht Vorlagen) in sieben Spielen. In der Saison 2006/07 wurde er erneut Topscorer seines Teams. Zwar konnte er seine Punktequote vom Vorjahr nicht übertreffen, aber dafür hatte er seine Torausbeute fast verdoppelt. In den sieben Spielen der Saison erzielte er 13 Tore und konnte zusätzlich zwei vorbereiten.
In der folgenden Spielzeit absolvierte er zum ersten Mal alle acht Spiele der Saison und erzielte dabei 14 Tore und zwei Vorlagen. Mit diesen 14 Toren schaffte er es auf Platz 3 der Torjägerliste und hatte somit großen Anteil am dritten Platz seiner Cardinals in dieser Saison.
Bei den Karlovy Vary Open 2008 in Karlsbad führte Frank Rennhack sein Team zum vierten Platz, wobei das Bronzespiel nur knapp mit 4:5 gegen die Amsterdam Huskies verloren wurde.
Im Verlauf dieses Turniers erzielte Rennhack zwölf Tore in nur fünf Spielen und konnte zusätzlich noch drei weitere vorbereiten.
Dadurch wurde er Torschützenkönig und Topscorer des Turniers und auch zum besten Stürmer und zum besten Spieler gewählt, wobei er zusätzlich auch ins All-Star-Team berufen wurde.
In der Saison 2008/2009 konnte er sich wieder als Topscorer seines Teams behaupten. Hier erzielte er 13 Tore und konnte zusätzlich dazu noch drei Tore vorbereiten.
Seine letzte Saison in Dresden wurde seine bis dahin erfolgreichste mit 18 Toren und vier Vorlagen, insgesamt 22 Scorer-Punkte.
Zum Abschluss seiner Dresdner Zeit führte er seine Mannschaft erstmals zum Turniersieg beim SRH-Cup und wurde darüber hinaus ins All-Star-Team gewählt.
Anschließend ging es für ihn sportlich und privat nach Hamburg, wo er den Hamburg Bulldogs beitrat.
Dort legte er mit 35 Scorerpunkten einen sensationellen Start hin und belegte Platz drei in der ligaweiten Scorer-Liste.
Im Jahr darauf (Saison 2011/2012) belegte er wieder den dritten Platz in der Scorer-Liste und führte sein Team auf den dritten Tabellenplatz in der deutschen Sledge-Eishockey-Liga.
Die anschließende Sommerpause nutzte er, um den theoretischen und praktischen Teil seiner Trainerausbildung (C-Lizenz) zu absolvieren.
In seiner „Premiere-Saison“ als Spielertrainer führte er die Spielgemeinschaft Adendorf-Bremen zum Vize-Titel.

## Länderspiel-Karriere

### Junioren
Mit 13 Jahren gab Rennhack sein Debüt in der deutschen Junioren-Mannschaft.
In seinem zweiten Spiel konnte er sein erstes Tor erzielen.
Im ersten Turnier dieser Mannschaft erzielte er sieben Tore und wurde Toptorschütze des Turniers.
Im Jahre 2005 wurde er beim ersten Turniersieg der Juniorenauswahl in Bremen auch zum besten Stürmer des Turniers gewählt.
Dabei erzielte er in drei Spielen sieben Tore und konnte zwei weitere vorbereiten.
Im Alter von 17 Jahren folgte die erste Junioren-Weltmeisterschaft in den USA.
In diesem Turnier konnte das deutsche Team überraschend den dritten Platz belegen und somit die Bronze-Medaille mit nach Hause nehmen. Rennhack führte sein Team als Kapitän an und wurde Torschützenkönig (neun Tore in vier Spielen) des Turniers.
Des Weiteren konnte im Dezember 2007 das alljährliche Bremer Jugendturnier zum dritten Mal in Folge gewonnen werden.
Diesmal erzielte Rennhack 17 Tore in vier Spielen.

### Herren
Im Jahre 2004 wurde er beim Sichtungslehrgang der deutschen Nationalmannschaft entdeckt und in den Kader aufgenommen. Im Alter von 15 Jahren gab er sein Debüt gegen den damals amtierenden Weltmeister Norwegen. Weil man erst mit 16 Jahren internationale Einsätze bestreiten darf, durfte er nur mit einer Ausnahmegenehmigung an der folgenden Europameisterschaft teilnehmen.
Im April 2005 feierten Rennhack und die Nationalmannschaft einen historischen Erfolg: Sie wurden der erste Europameister (im tschechischen Zlín) und qualifizierten sich somit für die Winter-Paralympics 2006 in Turin.
Bei diesen Paralympischen Spielen belegte das deutsche Team den vierten Platz.
Es zog damals als Gruppenerster ins Halbfinale ein und scheiterte dort am späteren Goldmedaillengewinner Kanada.
Im Spiel um Bronze wurde mit 3:4 gegen die USA verloren.
In diesem Spiel konnte Rennhack seinen ersten Scorerpunkt im Nationaltrikot erzielen.
Er bereitete das 1:0 der deutschen Mannschaft durch Sebastian Kessler vor.
Im Dezember 2006 erzielte er sein erstes Länderspiel-Tor während einer Länderspielserie gegen Kanada.
Im Jahre 2007 holte das deutsche Team bei der Europameisterschaft im italienischen Pinerolo die Bronze-Medaille.
In diesem Turnier erzielte Rennhack vier Tore und zwei Vorlagen in sechs Spielen.
Bei der Weltmeisterschaft Ende März/Anfang April 2008 errangen Rennhack und sein Team den 5. Platz.
Bei seiner ersten Herren-WM-Teilnahme erzielte er zwei Tore und eine Vorlage in sechs Spielen.
Bei der WM 2009 in Ostrawa erreichte die Mannschaft den 8. Platz und stieg in den B-Pool ab.
Im November des gleichen Jahres hatten sie in Malmö die Chance, sich noch für die Paralympischen Spiele in Vancouver zu qualifizieren.
Der dabei errungene dritte Platz reichte jedoch nicht aus.
In Sollefteå in Schweden belegte die Mannschaft bei der Europameisterschaft 2011 den 6. Platz.
Im Sommer 2011 wurde Frank Rennhack zum Kapitän der Deutschen Nationalmannschaft ernannt.
Eine weitere personelle Änderung kam nur ein knappes Jahr später, als der ehemalige Profi und Nationalspieler Andreas Pokorny den Cheftrainer-Posten übernahm.
Ein sichtbarer Erfolg zeigte sich vor allem bei der B-WM in Japan 2013, bei der die deutsche Mannschaft unerwartet die Gold-Medaille erreichte.

## Erfolge
- 1. Platz B-Pool Weltmeisterschaft 2013
- 1. Platz Sportlife Open in Eindhoven 2011
- 1. Platz SRH Cup 2010
- 1. Platz Airport Cup 2008
- 1. Platz Amsterdamer Junioren-Turnier 2006
- 1. Platz Bremer Junioren-Turnier 2005–2007
- 1. Platz EM 2005
- 2. Platz in der deutschen Meisterschaft 2002, 2005 und 2013
- 2. Platz SRH Cup in Dresden 2011
- 2. Platz Sportlife Open in Eindhoven 2010
- 2. Platz Elbląg Open 2009
- 2. Platz Studenka Cup 2008
- 3. Platz B-Pool Weltmeisterschaft 2012
- 3. Platz deutsche Meisterschaft 2012
- 3. Platz Sportlife Open in Eindhoven 2012
- 3. Platz Elbląg Open 2011
- 3. Platz Airport Cup 2009
- 3. Platz Junioren-WM 2007
- 3. Platz bei der EM 2007
- 4. Platz Malmö Open 2013
- 4. Platz LAPP Cup in Zlín 2011
- 4. Platz Elbląg Open 2010
- 4. Platz Karlovy Vary Open 2008
- 4. Platz Paralympics 2006
- 5. Platz Weltmeisterschaft 2008
- 6. Platz Europameisterschaft 2011
- 8. Platz Weltmeisterschaft 2009

## Auszeichnungen
- Wahl zum IPC-Athleten des Monats März 2013
- 3. Platz in der Scorerliste der Deutschen Sledge-Eishockey Liga in der Saison 2010/2011 und 2011/2012
- bester Vorbereiter und Wahl in All-Star Team des SRH Cups 2010 in Dresden
- Wahl zum besten Stürmer der Elbląg Open 2009
- Bester Scorer und Torschützenkönig der Karlovy Vary Open 2008
- Wahl zum besten Stürmer und zum besten Spieler der Karlovy Vary Open 2008
- Mitglied des All-Star-Teams der Karlovy Vary Open 2008
- Torschützenkönig der Junioren-WM 2007
- Toptorschütze des Bremer Junioren-Turniers 2003–2007
- Bester Stürmer des Bremer Junioren-Turniers 2005 und des Amsterdamer Junioren-Turniers 2006